# Хазрат ишан
Хазрат ишан (хазрат эшан, перс. حضرت ایشان‎) — титул, принадлежащий имаму Дома Хазрата ишана, который одновременно является духовным главой суфийского ордена Накшбандия и Сайидов. Все хазрат-ишаны заявляют о своем происхождении от Мухаммеда, последнего пророка ислама, через Хасана аль-Аскари, Абдул-Кадира Гилани и Бахауддина Накшбанда.

## Заголовок
По словам Ясина Касвари, ученого суфийского ордена Накшбандия, Хазрат ишан — это почетный титул, используемый ханом Бухары Абдуллой Ханом бин Искандером и могольским императором Акбаром для обращения к Хвадже Хаванду Махмуду (1563—1642), современному верховному лидеру суфизма. Суфийский орден Накшбанди. Касвари и Дэвид Уильям Дамрел, профессор религиоведения в Южной Каролине и партнер проекта плюрализма в Гарвардском университете, кроме того, упоминают, что оба монарха были духовными последователями Хазрата ишана, поскольку считается, что он спас Абдуллу-хана II во время несчастного случая во время охоты и молился за него. Акбар, чтобы получить сына.
Хазрат — это распространенный пакистанский, иранский и почетный арабский титул, используемый для чествования человека. Оно буквально обозначает и переводится как «присутствие, внешний вид».
Ученые, посетившие программу о Хазрате ишане I в 92 News, упоминают, что «ишан» происходит от персидского термина «Шаан», означающего возвышенный, святой или благословенный Богом.
Таким образом, Хазрат ишан следует переводить как «Единый с возвышенным Присутствием».

## История
Что касается его популярности при дворе Моголов, сын Ходжи Хаванда Махмуда Хазрата ишана I Сайид Мойнуддин Хади Накшбанд женился на дочери императора Джахангира, даровав ему королевскую власть. Внук Сайида Мойнуддина, в свою очередь, также женился на дочери Аурангзеба. Затем Хазрат ишан IX женился на афганской принцессе, происходящей от шаха Ашрафа Хотака, чья дочь вышла замуж за афганского мусульманского принца Абдул Халека Хана, который был пионером современной афганской науки, став постоянным послом Афганистана в ООН, двоюродным братом и правой рукой. лицо принца Мухаммеда Дауд-хана, оба происходят от афганского короля Султана Мухаммед-хана.
Когда Хазрат ишан I мигрировал в Кашмир, его приветствовали как их духовного покровителя, поддерживаемого могольскими императорами. До сих пор его потомки высоко ценятся в Зиярат Накшбанд Сахиб. После шиитского восстания против Хазрата ишана Шах Джахан эвакуировал его в Лахор. Там Шах Джахан построил для него дворец, который является его нынешним мавзолеем в Бегумпуре.

## Список хазрат ишанов
Хазрат ишан I: Его Святейшество Ходжа Хаванд Махмуд (1563—1642)
Хазрат ишан II: Е.И.В. Принц Сайид Мойнуддин (ум. 1674)
Хазрат ишан III: Е.И.В. Принц Сайид Низамуддин
Хазрат ишан IV: Е.И.В. Принц Сайид Нооруддин (1675—1743)
Хазрат ишан V: H.I.H. Принц Сайид Камалуддин (ум. 1774)
Хазрат ишан VI: Е.И.В. Принц Сайид Мохьюддин
Хазрат ишан VII: Его Святейшество Сайид Хасан ибн Азимулла
Хазрат ишан VIII: Его Высочество Шах Сайид Мир Джан (1800—1901)
Хазрат ишан IX: Его Высочество принц Мир Сайид Махмуд Ага
Хазрат ишан X: Его Высочество принц Сайид Мир Фазлулла Ага
Хазрат ишан XI: Его Высочество принц Сайид Мир Мухаммад Джан (1900—1955)
Хазрат ишан XII: Его Высочество принц Сайид Асадулла (р. 1950)
Хазрат ишан XIII: Е. П. Принц Сайид Мустафа Садат (р. 1976)
Хазрат ишан XIV: Е. П. Принц Сайид Рафаэль Дакик (1998 г.р., племянник Сайида Мустафы)